# La pietra di Luna
La pietra di Luna (titolo originale: The Moonstone), conosciuto in Italia anche con il titolo Il diamante indiano, è un romanzo di Wilkie Collins pubblicato a puntate in Inghilterra nel 1868 sul periodico di Londra, All the Year Round, il cui direttore era Charles Dickens; nel 1987 il critico e scrittore H. R. F. Keating lo ha inserito nella lista dei 100 migliori gialli letterari.
Come già nel precedente La donna in bianco, Collins usa una narrazione a più voci, sul modello di The Ring and the Book di Robert Browning. Molti elementi di La pietra di Luna ebbero poi una vasta eco nella letteratura di genere successiva. Vi compare una considerevole varietà di personaggi attentamente caratterizzati, tra cui spicca il sergente Cuff, un detective ispirato al dickensiano ispettore Bucket di Casa Desolata. Fece anche sensazione la descrizione che Collins fece della dipendenza da oppio, di cui egli stesso fece largo consumo in vita e a proposito del quale fa menzione dell'opera Confessioni di un oppiomane di Thomas de Quincey.
Per meglio ricostruire i particolari della vicenda, uno dei personaggi, Franklin Blake, commissiona ad altri personaggi di ricostruire le memorie che hanno della vicenda, secondo l'esperienza diretta che ne hanno avuto. Ciò dà conto della peculiare struttura del romanzo, che è diviso appunto in racconti narrati dai diversi personaggi-scrittori, in lettere, in rapporti ufficiali.

## Trama
Il colonnello John Herncastle, ex ufficiale dell'esercito britannico, al rientro in patria dall'India reca con sé la leggendaria Pietra di Luna, un diamante di colore giallo, da lui rubato nel 1799 durante l'assedio di Seringapatam. Secondo la tradizione il diamante adornava la statua di una divinità indiana.
Molti anni dopo, furioso nei confronti della sua famiglia, che lo ha messo in disparte, il colonnello nelle sue ultime volontà lascia il gioiello alla nipote Rachel, come regalo per il diciottesimo compleanno. In realtà il regalo dello zio espone Rachel agli attacchi dei guardiani della Pietra di Luna, un gruppo di tre bramini che, secondo la leggenda, si tramanda negli anni il compito di custodire la pietra e di recuperarla nel caso fosse rubata.
La vicenda principale comincia dopo la morte del colonnello Herncastle, nella primavera del 1848, in una villa inglese dello Yorkshire, raccontata in prima persona dal maggiordomo Betteredge, anziano servitore di lady Julia Verinder, una delle sorelle del colonnello e madre di Rachel.
Il soggiorno nella villa dei Verinder è allietato dall'arrivo di Franklin Blake, il giovane cugino di Rachel, ritornato in Inghilterra dopo una lunga permanenza nelle principali nazioni d'Europa. Franklin, figlio dell'esecutore testamentario del colonnello Herncastle, ha con sé il diamante che deve consegnare alla cugina il successivo 21 giugno, il giorno del compleanno della ragazza. Alla villa giungono nel frattempo anche tre stranieri dalla pelle scura, all'apparenza un gruppo di prestigiatori girovaghi, anche se Blake e Betteredge sospettano che si tratti dei custodi indiani della pietra di Luna, rimasti per anni in Inghilterra in attesa di poter recuperare il diamante. Tra Rachel e Blake nei giorni seguenti si instaura immediatamente un rapporto di simpatia e confidenza, mentre i tre girovaghi vengono fermati dalla polizia e trattenuti in prigione.
Durante la festa di compleanno, la giovane Rachel appunta sul vestito la preziosa gemma che viene notata dai tre "girovaghi" indiani, introdottisi nel parco della villa. Quella stessa notte la pietra di Luna scompare ed il mattino dopo i sospetti della polizia si concentrano non solo sui tre indiani, ma anche sulla cameriera Rosanna Spearman, visto il suo passato di ladra, e su Rachel stessa.
Al termine delle indagini si scoprirà che a sottrarla è stato il cugino di Rachel, Franklin Blake, sotto l'effetto di una dose di laudano che uno degli invitati, il medico Thomas Candy, gli aveva somministrato solamente per dimostrarne l'efficacia. Sotto l'effetto della droga Franklin prende il diamante per paura che i bramini, appostati fuori della villa, la rubino e facciano del male a Rachel e inconsapevolmente la consegna a Godfrey, un altro cugino di Rachel, che però disonestamente la tiene per sé.
Rachel assiste involontariamente alla sottrazione del diamante da parte di Franklin e, pur non denunciandolo, non lo vuole più vedere. Purtroppo il dottor Candy, che pensava di svelare il giorno dopo la verità sul laudano somministrato, si ammala improvvisamente in modo grave e perde la memoria.
Solamente dopo un anno la colpa commessa da Godfrey viene scoperta: egli viene ucciso dagli indiani che, sottratta la pietra preziosa, la riportano al loro idolo. Viene intanto chiarito quanto era accaduto quella sera in cui il dottor Candy aveva dato l'oppio a Franklin che, riconciliatosi con Rachel, la sposa.

## Opere derivate
Nel 1877 il romanzo ebbe una riduzione teatrale e venne rappresentato a Londra e in seguito due versioni cinematografiche, una del 1915, dove non appare il sergente Cuff, e una del 1934.
Vi furono anche due adattamenti televisivi, uno realizzato dalla BBC e uno sceneggiato RAI del 1972 a cura di Anton Giulio Majano dove appare Mario Feliciani nel ruolo del sergente Cuff.
Si segnalano in aggiunta:
- The Quest of the Sacred Jewel, regia di George Fitzmaurice (1914)
- The Moonstone, regia di Frank Hall Crane (1915)
- La pietra lunare (The Moonstone), regia di Reginald Barker (1934)
- The Moonstone (serie tv BBC) (1959)
- The Moonstone (serie tv BBC) (1972)
- La pietra di Luna (serie tv RAI), regia di Anton Giulio Majano (1972)
- The Moonstone (serie tv BBC) (1996)

## Edizioni

### In inglese
- The Moonstone, Oneworld Classics 2007, ISBN 978-1-84749-009-4
- The Moonstone, Modern Library Classics 2001, ISBN 978-0-375-75785-3
- The Moonstone, Penguin Popular Classics 1998, ISBN 978-0-14-062013-9
- The Moonstone, Burlington Books, riadattamento di Lynn Dawson, ISBN 9963-617-35-2
- The Moonstone, Oxford University Press 2006, ISBN 978-0-19-424412-1

### In italiano
- Wilkie Collins, La pietra della luna: romanzo, 4 volumi (totale pagg. 631), Milano, Treves, 1870-1871.
- Wilkie Collins, Il diamante indiano: romanzo, Collana: I libri gialli, 60, Verona, Milano, Mondadori, 1933,  p. 307.
- Wilkie Collins, La Pietra della Luna, traduzione di Oriana Previtali; 2 voll.; collana: Biblioteca universale 801,806, Milano, Rizzoli, 1954,  Tot. pagg. 560.
- Wilkie Collins, La pietra della luna, Riduzione di Anna Curcio; illustrazioni di Antonio D'Agostini; collana: Primavera, Padova, Radar, 1964,  p. 150.
- Wilkie Collins, La Pietra di Luna, Collana: I Garzanti. Cinema, Milano, Garzanti, 1972,  p. 521.
- Wilkie William Collins, La pietra di luna, Collana: I nostri gialli, 4, Milano, Mursia, 1972,  p. 209.
- Wilkie W. Collins, La pietra di luna, traduzione di Cecilia Montonati; collana: Acquarelli, Bussolengo, Demetra, 1996,  p. 605.
- Wilkie Collins, La pietra di Luna, Introduz. di Mariarosa Mancuso; trad. di Martina Rinaldi; collana: Le porte, 56, Roma, Fazi, 2000,  p. 584, ISBN 88-8112-142-5.
- Wilkie Collins, La pietra di luna, a cura di Franca Quasimodo, Collana: La tartaruga, 19, Palermo, Palumbo, 2000,  p. 254, ISBN 88-8020-339-8.
- Wilkie Collins, La maledizione del diamante indiano (la pietra della luna), Collana: Narrativa Nord, 148; trad. di Viviana Viviani, Milano, Editrice Nord, 2001,  p. 283, ISBN 88-429-1170-4.
- Wilkie Collins, La pietra di Luna, traduzione di Piero Jahier e Maj-Lis Rissler Stoneman, collana I grandi libri, 865, Garzanti, 2002,  p. 533, ISBN 88-11-36865-0.
- William Wilkie Collins, La pietra di luna, Introduz. di Andrea Marcheselli; prefaz. di Roberto Barbolini; traduz. di Piero Jahier e Maj-Lis Rissler-Stoneman; collana: I classici La Stampa, 18, Torino, La stampa, 2003,  p. 533.